# 大庄村 (于都县)
大庄村，是中华人民共和国江西省赣州市于都县铁山垅镇所辖的行政村。大庄村位于铁山垅镇东南部。总人口1739人(2005年)。大庄村包含8个自然村：下背坝、米子坑、罗陂窝、石嘴头、下弯、曾屋、庙背、滑石村。区划代码360731101205。